# 晓港站
晓港站是广州地铁8號線的车站，位於中国广东省广州市海珠區昌岗东路曉港西馬路口東側。於2002年12月29日啟用。
另外，本站至昌崗站相距只有673米，曾經是廣州地鐵線網相距最近的兩個車站，車程僅需1分餘鐘，後來被海珠广场站至北京路站的631米站距取代。

## 車站結構

### 車站樓層
本站共有兩層。地面為昌崗東路、曉港西馬路及附近住宅小區等建築及街巷；地下一層為站廳，設有票務設施、客務中心及商店；地下二層為8號線月台。
| 地下一层 | 站厅     | 售票機、客服中心、商店、警务室、安检设施 |  |  |
| 地下二层 | 1 站台   | █8号线 滘心方向（下站：昌岗）            |  |  |
|          | 岛式站台 |                                          |  |  |
|          | 2 站台   | █8号线 万胜围方向（下站：中大）          |  |  |

### 站厅

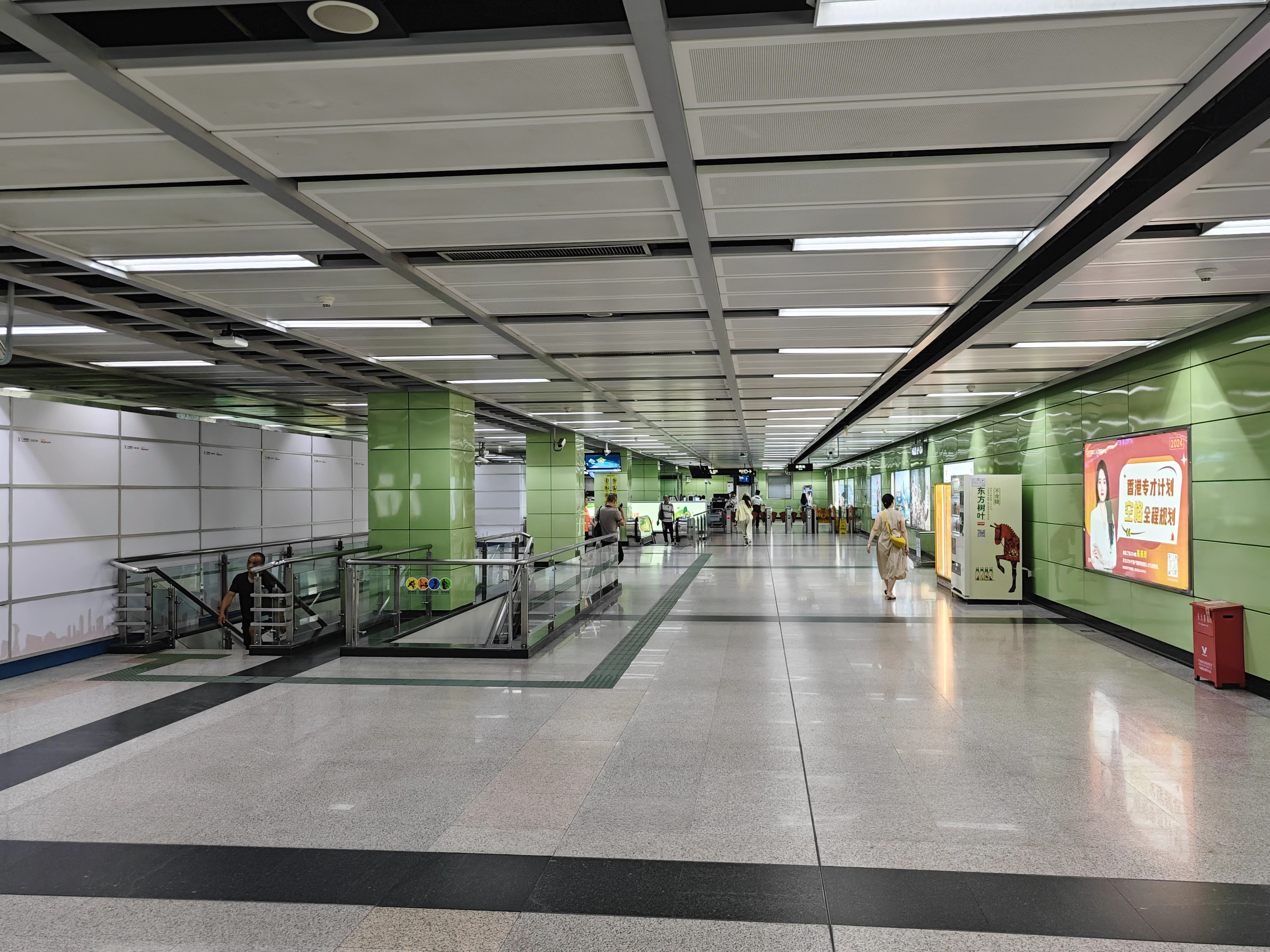
站厅

为方便行人进出，收費區位於站厅南侧处，并設有四條扶手電梯及兩組樓梯往返月台。而站厅连接站台的专用电梯因站厅一侧的电梯门设于站厅东侧的非收费区，乘客需要车站工作人员協助方可使用。
另外，晓港站內设有自动售卖机、自动售卡/充值机等设施。

### 月台
本站設有一個島式月台，位於昌崗東路地底。
另外，本站西端設有一條渡綫（与昌岗站共用）。當8號綫在昌崗站以西出現故障時，為使運營不至於完全中斷，滘心方向的列車將會通過此渡線折返並以昌崗站4號月台為總站上下客。此时，昌岗站将作為臨時總站。本站作為舊2號線首通段的臨時終點站時，亦使用此渡線進行折返。
該渡線西端設有一條聯絡線，連接本站1號月台和2號線江南西站1號月台的路軌。在2010年9月21日前，該聯絡線曾作為舊2號線本站往江南西站的正線行駛路段參與運營，現時則供車務調動使用；而原有江南西站往本站的行車區間因與新2號線和8號線平面交叉，而在當晚收車後停用。相關路軌、接觸網及其它設備已於翌日被拆走。地鐵方面其後在該隧道兩端建起磚牆進行封閉，但沒有回填該隧道。而廣州市國規委發佈的軌道交通2號線保護區圖則仍有畫出江曉區間兩條隧道的走線。
本站的站名书法字系时任广东省书法家协会理事李昶海之手笔。

1號月台全景图（滘心方向）

### 出入口
晓港站目前設有3個出入口。
|                                                     |                                                           |      |            |                                                                  |
| 編號                                                | 设施                                                      | 照片 | 出口指示   | 建議前往的目的地                                                 |
| A                                                   | 盲道标志 · 轮椅升降台标志 · 无障碍通道标志 · 扶手电梯标志 |      | 昌岗东路   | 晓港公园、岭南画派纪念馆、广州美术学院、广医二院公交车站（西行） |
| C                                                   | 扶手电梯标志                                              |      | 晓港西马路 | 昌崗東路、细岗路、广医二院公交车站（东行）                       |
| D                                                   | 盲道标志                                                  |      | 新港西路   | 晓港中马路、廣州市第九十七中學、地铁晓港站公交车站               |
| 註： 設有 \| 設有 \| 設有輪椅升降台 \| 設有扶手電梯 |                                                           |      |            |                                                                  |

## 接驳交通
| 编号 | 编号                 | 线路                   | 线路                  | 线路                       | 收费                  | 备注                              |
| ---- | -------------------- | ---------------------- | --------------------- | -------------------------- | --------------------- | --------------------------------- |
|      | 53                   | 宝岗大道               | ⇆                     | 杨桃公园（美林湖畔）       | 3元                   |                                   |
|      | 69                   | 赤岗大塘               | ⇆                     | 汾水小区                   | 2元                   |                                   |
|      | 70                   | 沥滘                   | ⇆                     | 水秀一路                   | 2元                   |                                   |
|      | 82                   | 中山八路               | ⇆                     | 沥滘                       | 2元                   | 经江南大道、东晓南路              |
|      | 188                  | 大基头（木偶艺术剧院） | ↺                     | 广医二院                   | 2元                   |                                   |
|      | 190                  | 赤岗大塘               | ⇆                     | 柯子岭（地铁大金钟路站）   | 2元                   |                                   |
|      | 197                  | 已于2025年1月25日停办  | 已于2025年1月25日停办 | 已于2025年1月25日停办      | 已于2025年1月25日停办 | 已于2025年1月25日停办             |
|      | 206                  | 新滘东路（赤沙市场）   | ⇆                     | 滘口客运站                 | 3元                   |                                   |
|      | 221                  | 锦城花园（东风东）     | ⇆                     | 沥滘                       | 2元                   |                                   |
|      | 226                  | 大塘（坚真花园）       | ⇆                     | 恒宝广场                   | 2元                   |                                   |
|      | 250                  | 石榴岗                 | ⇆                     | 中山八路                   | 3元                   | 经宝岗大道、新港西路              |
|      | 253                  | 瑞宝乡                 | ⇆                     | 罗冲围（松南路）           | 2元                   |                                   |
|      | 270                  | 大基头（木偶艺术剧院） | ⇆                     | 土华                       | 2元                   |                                   |
|      | 273                  | 广州火车站（草暖公园） | ⇆                     | 晓港湾                     | 2元                   |                                   |
|      | 546                  | 南洲花园               | ⇆                     | 机场路                     | 3元                   |                                   |
|      | 广565                | （广州）瑞宝乡         | ⇆                     | （佛山）穗盐路（雍景豪园） | 2元                   |                                   |
|      | 812                  | 东漖教师新村           | ⇆                     | 江南大道南（地铁江泰路站） | 2元                   |                                   |
|      | 813                  | 革新路（光大花园）     | ⇆                     | 棠德花苑西                 | 3元                   |                                   |
|      | B9                   | 珠江南景园             | ⇆                     | 华景新城                   | 2元                   |                                   |
|      | 大学城专线3大学城3线 | 广东药学院             | ⇆                     | 大学城（中部枢纽）         | 3元                   | 15分/班（寒暑假期间30–60分/班）   |
|      | 夜23                 | 宝岗大道               | ⇆                     | 汇景北路                   | 3元                   | 263路附属线路                     |
|      | 夜29                 | 滘口客运站             | ⇆                     | 江海大道中                 | 3元                   | 206路附属线路                     |
|      | 夜33                 | 石榴岗                 | ⇆                     | 中山八路                   | 4元                   | 经江南大道、东晓南路 82路附属线路 |
|      | 夜37                 | 江海大道中             | ⇆                     | 中山八路                   | 3元                   | 270路附属线路                     |
|      | 夜44                 | 海珠客运站             | ⇆                     | 桥中                       | 3元                   | 208路附属线路                     |
|      | 夜45                 | 大塘（坚真花园）       | ⇆                     | 城西花园                   | 3元                   | 226路附属线路                     |
|      | 夜93                 | 宝岗大道               | ⇆                     | 大观路北（大观湿地公园）   | 4元                   | 548路附属线路                     |
|      | 广夜103              | 地铁江泰路站           | ⇆                     | （佛山）穗盐路（雍景豪园） | 3元                   | 广565路附属线路                   |

| 编号 | 编号 | 线路     | 线路 | 线路       | 收费 | 备注 |
| ---- | ---- | -------- | ---- | ---------- | ---- | ---- |
|      | 460  | 大元帅府 | ↻    | 地铁晓港站 | 2元  |      |

## 利用狀況
本站附近為廣州市美術學院，同時住宅區林立，因而在上下班高峰期有較明顯的客流。
為緩解昌崗站和客村站的客流壓力，於2014年5月12日開始，每逢週一早高峰將視情況在本站實施客流控制措施，維持運營秩序。现时本站的高峰时段为工作日7:30-9:00。

## 车站历史

### 車站變遷
在1988年的「十字線網」規劃中，2号线已有美術學院站，位置與現時相若。後來在1997年的《廣州市城市快速軌道交通線網規劃研究（最終報告）》，2號線被拆分，本站被確定為當時5號線（現8號線）的一座車站。但本站至琶洲的一段線路也列入2號線首通段工程中，採取先行貫通預留遠期拆分的方式。車站亦確定為現時名稱。
2號線首期工程於1999年10月10日正式動工。2002年12月29日，本站隨2號線首通段（三元里至曉港）通車而啟用，本站當時也是2號線首通段的臨時南端終點站。後來於2003年6月8日，本站至琶洲一段線路通車，本站成為中途站。
2007年6月，二八號線延長線工程獲得國家發改委批覆，8月全面動工。該工程將會把舊2號線在本站和江南西站拆解，並分別往南、西及北三個方向延長，回歸線網規劃。2010年9月22日至24日，本站隨舊2號線一同全線停運，進行軌道拆解、信號，供電割接工程以及聯合調試。9月25日清晨本站重启服务，並改屬新的8號線。從本站往西駛出的列車隨即改為前往新建的昌崗站，不再前往江南西站。

### C出口
本站自2002年12月29日开通，多年来一直只有两个出入口，且设计不符合實際客流需求，一直为市民所诟病。位于昌岗东路北侧的A出入口附近客流很少，但设有双向扶梯，而位于昌岗东路南侧的D出入口附近有多个居民区，客流十分大，但只设有一条又窄又多弯的楼梯，最多只能容纳4人同时并排通过。每当上下班高峰期，D口便会挤得水泄不通，进站的乘客排队长龙一直到马路，而出站的乘客排队长龙则到站厅，此时需要多名站务工作人员维持秩序，进出站往往需要5-10分钟。而同样位于昌岗东路南侧的C口却迟迟未能开通，乘客意见颇大。随着2010年9月25日新2号线开通，原本需要从本站出站换乘公交车往海珠區南部的乘客可以通过新2号线前往，所以本站D出入口客流迅速减少。在同年11月11日，被盼望已久的車站C出入口开通，但其起到的分流作用已經不大。

### 运营事件
2004年6月3日12时25分，警方接到一名男子报警，称在晓港地铁站内放置了炸弹。接报后，警方迅速到现场戒备，搜查现场，协助撤离乘客及车站商店店员，并在12时30分临时封闭车站的两个出入口，只准乘客出站。警方搜查站内后并未发现可疑物品，故于12时55分解封现场，车站恢复运营。当天下午5时许，疑犯刘某再次在工业大道报警时被警方抓获，并承认多次拨打“110”谎称发现炸弹。
2019年2月13日中午，因A口外有电单车冒烟并进入车站，车站于14时44分暂停开放，列车不停站通过，站内乘客亦被撤离。15时01分烟雾消散后，车站已恢复开放。
2022年，本站曾多次受疫情防控措施影响而需要调整服务。8-9月疫情期间，本站于8月31日至9月4日暂停服务。年末疫情期间，本站于2022年11月5日9时至11月30日下午暂停服务；期间为服务成人高考等考试考生，5日及6日的早上9时前仍提供正常服务。